# 1667 en santé et médecine
| Années de la santé et de la médecine : 1664 - 1665 - 1666 - 1667 - 1668 - 1669 - 1670    |
| Décennies de la santé et de la médecine : 1630 - 1640 - 1650 - 1660 - 1670 - 1680 - 1690 |

Cet article présente les faits marquants de l'année 1667 en santé et médecine.

## Événements
- 15 juin : Jean Baptiste Denis (1643-1704) réalise la première transfusion sanguine chez l'Homme[1].
- 7 octobre: une épidémie de peste se propage à Paris et dans le nord du royaume (de Lille à Reims et Rouen)[2],[3].

## Naissances
- 21 avril : Johann Christian Schamberg (de) (mort en 1706), médecin et chimiste allemand, fils de Caspar Schamberger[4].
- 29 avril : John Arbuthnot (mort en 1735), médecin, mathématicien et écrivain écossais[5].

## Décès
- 10 avril : Jan Marek Marci (né en 1595), médecin, scientifique et philosophe tchèque[6].